# 1337 Gerarda
1337 Gerarda је астероид главног астероидног појаса. Приближан пречник астероида је 38,86 ,
а средња удаљеност астероида од Сунца износи 2,909 астрономских јединица (АЈ).
Инклинација (нагиб) орбите у односу на раван еклиптике је 17,997 степени, а орбитални период износи 1812,790 дана (4,963 године). Ексцентрицитет орбите астероида износи 0,099.
Апсолутна магнитуда астероида износи 11,06 а геометријски албедо 0,044.
Астероид је откривен 9. септембра 1934. године.